# الکس لوپز (بازیکن فوتبال، زاده ۱۹۹۷)
الکس لوپز (انگلیسی: Álex López؛ زادهٔ ۲ ژوئن ۱۹۹۷) بازیکن فوتبال اهل اسپانیا است.
از باشگاه‌هایی که در آن بازی کرده‌است می‌توان به باشگاه فوتبال اسپانیول اشاره کرد.